# Jeremy Finello
Jeremy Finello, född 13 maj 1992, är en schweizisk skidskytt som debuterade i världscupen i december 2014. Hans första pallplats i världscupen kom när Jeremy ingick i det schweiziska lag som blev tvåa i mixstafett den 2 december 2018 i Pokljuka i Slovenien.
Finello deltog vid olympiska vinterspelen 2018.